# Rhyzobius chrysomeloides
Mörk rotpiga (Rhyzobius chrysomeloides) är en skalbaggsart som först beskrevs av Herbst 1792.  Rhyzobius chrysomeloides ingår i släktet Rhyzobius, och familjen nyckelpigor. Arten är reproducerande i Sverige.

## Bildgalleri

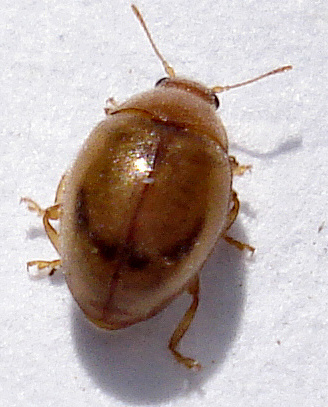
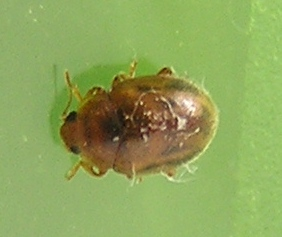